# David Dumont
Pour les articles homonymes, voir Dumont.
David Dumont (né le 25 février 1971 à Chauny,) est un coureur cycliste français.

## Biographie
Amateur, il remporte notamment le Tour de Moselle en 1994 et le Ruban granitier breton en 1999,. 
En 2004, il court chez les professionnels au sein de la petite équipe Oktos-Saint-Quentin, en troisième division. 

## Palmarès
- 1992
  - 2e du Prix du Conseil Général du Val-d’Oise
- 1994
  - Classement général du Tour de Moselle
- 1995
  - Grand Prix d'Amnéville
  - Prix de Coucy-le-Château
  - 3e de Paris-Dreux
- 1996
  - 3e du Grand Prix de Saint-Hilaire-du-Harcouët
- 1997
  - 2e du Grand Prix de Blangy
- 1998
  - Grand Prix de Beauchamps
- 1999
  - Classement général du Ruban granitier breton